# Debrina
Debrina (mađ. Hóduna)  je selo u jugoistočnoj Mađarskoj. 
Službeno je mađarsko ime nastalo prema toponimu na hrvatskom jeziku za ovaj predio. Ovdje je bila močvara zvana Hodana bara.

## Zemljopisni položaj
12 je kilometara zapadno-jugozapadno od uže jezgre Santova, uz granicu s Hrvatskom, kod hrvatskog dijela Bačke, Karapandže. Kroz selo idu dva kanala. Istočno od Debrine je selo Karapandža, sjeveroistočno je Budžak, jugoistočno je Bereg u Vojvodini, sjeveroistočno je Dautovo, sjeverozapadno su Vomrud i Mohač, zapadno je rijeka Dunav i nacionalni park Dunav-Drava i Kuljket, južno je Batina u Hrvatskoj, jugozapadno su Draž, Duboševica i Topolje u Hrvatskoj,

## Upravna organizacija
Nalazi se u bajskoj mikroregiji u Bačko-kiškunskoj županiji. Upravno pripada naselju Santovu, a uz ovo selo to su još i Budžak, Karapandža, Klágya, Mezőtanya i još neki.
Poštanski broj je 6525.
2001. je godine Debrina imala 66 stanovnika.

## Promet
Prometno je udaljeno od važnih kopnenih prometnica.

## Vanjske poveznice
- Panorama Debrine  Arhivirana inačica izvorne stranice od 25. listopada 2016. (Wayback Machine)
- Debrina  Arhivirana inačica izvorne stranice od 25. listopada 2016. (Wayback Machine)